# Egon Svensson
Egon Edvin Roland Svensson (Malmö, 17 novembre 1913 – Malmö, 12 giugno 1995) è stato un lottatore svedese, specializzato nella lotta greco-romana. Ha vinto una medaglia d'argento  alle Olimpiadi nei pesi gallo nel 1936. Suo figlio Roland partecipa come atleta nella lotta greco-romana alle Olimpiadi del 1968.

## Palmarès[1]
- Giochi olimpici

Berlino 1936: argento nei pesi gallo.
- Europei

Parigi 1937: argento nei pesi gallo.
Tallin 1938: argento nei pesi welter.